# Elonus chisosensis
Elonus chisosensis es una especie de coleóptero de la familia Aderidae.

## Distribución geográfica
Habita en Texas (Estados Unidos).